# Monica Zetterlunds park

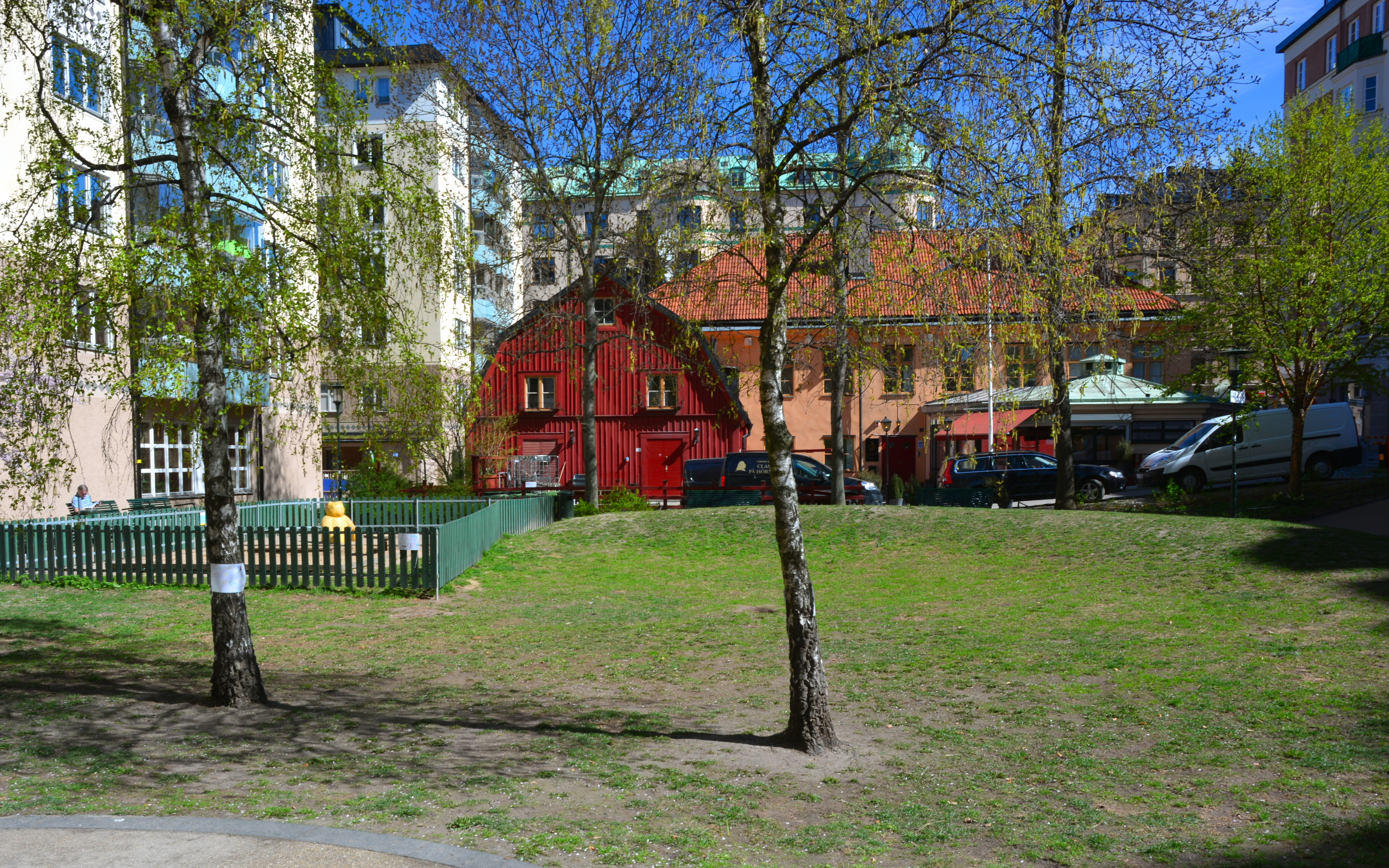
Monica Zetterlunds park, vy mot nordost. I bakgrunden syns Clas på Hörnet.

Monica Zetterlunds park. eller Zetterlunden, en park i Vasastaden, Stockholm. 

## Historik
Monica Zetterlunds park ligger i korsningen Surbrunnsgatan och Roslagsgatan. Den har fått sitt namn efter sångerskan och skådespelerskan Monica Zetterlund som vid sin bortgång bodde i närheten.
Parken invigdes i september 2006. Initiativet till parkens namn kom från ett medborgarförslag inlämnat till Norrmalms stadsdelsnämnd. Parken hade tidigare inget namn. Inom samma kvarter ligger restaurang Clas på Hörnet.
Parken försågs 2010 med en ljudinstallation av Fredrik Wretman. Besökande i parken kan slå sig ner på en bänk och lyssna till Monica Zetterlunds sång och musik. 